# Epiodynerus alecto
Epiodynerus alecto är en stekelart som först beskrevs av Amédée Louis Michel Lepeletier.  Epiodynerus alecto ingår i släktet Epiodynerus och familjen Eumenidae.

## Underarter
Arten delas in i följande underarter:
- E. a. lalepi
- E. a. parallelus